# Triethylfosfit
Triethylfosfit je organická sloučenina fosforu se vzorcem (CH3CH2O)3P. Používá se jako ligand v koordinační chemii a jako reaktant v organické syntéze.
Molekula má tvar čtyřstěnu, kde v jednom vrcholu je atom fosforu a ve zbylých třech vrcholech jsou ethoxyskupiny.
Připravuje se reakcí chloridu fosforitého s ethanolem za přítomnosti zásady, nejčastěji terciárního aminu.
PCl3 + 3 C2H5OH + 3 R3N → P(OC2H5)3 + 3 R3NH+Cl−
Za nepřítomnosti zásady se vytváří diethylfosfit ((C2H5O)2P(O)H).
Podobným způsobem jako triethylfosfit je možné připravit například také triisopropylfosfit.

## Použití

### Použití v koordinační chemii
V koordinační chemii a homogenní katalýze se triethylfosfit používá jako „měkký“ ligand. Jeho komplexy bývají lipofilní a obsahují ionty kovů v nízkých oxidačních číslech. Příklady takových komplexů jsou FeH2(P(OEt)3)4 a Ni(P(OEt)3)4.